# هارلان هانسون
هارلان هانسون (بالإنجليزية: Harlan Hanson) هو مدرس أمريكي، ولد في 18 فبراير 1925، وتوفي في 28 نوفمبر 1996.